# Rue Mascara
La rue Mascara est une voie de Nantes, en France.

## Situation et accès
Située dans le centre-ville de Nantes, la rue Mascara, qui relie la place du Sanitat (à l'angle de la rue d'Alger) en longeant le côté est de l'église Notre-Dame-de-Bon-Port, à la rue Dobrée (dans le prolongement de la rue Arsène-Leloup, est bitumée et ouverte à la circulation automobile en sens unique.

## Origine du nom
La voie célèbre la prise de Mascara, au cours de la campagne de conquête de l'Algérie par la France.

## Historique
Un nouveau quartier est construit, à partir de 1835, sur les emplacements occupés par le Sanitat et une verrerie. La rue Mascara prend, le 27 octobre 1837, son appellation actuelle et est ouverte en 1838.

## Bâtiments remarquables et lieux de mémoire

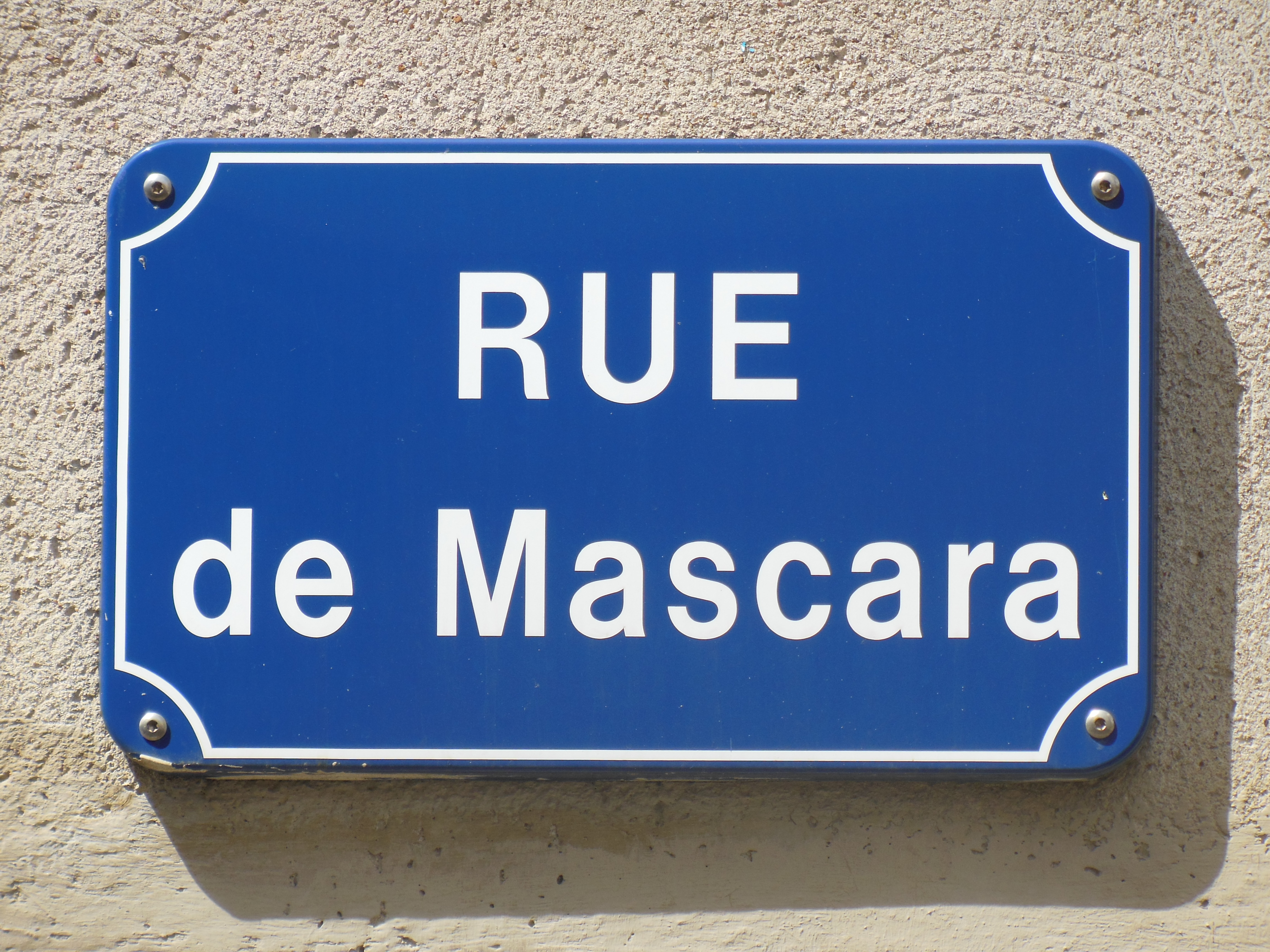
Panneau de la rue de Mascara.
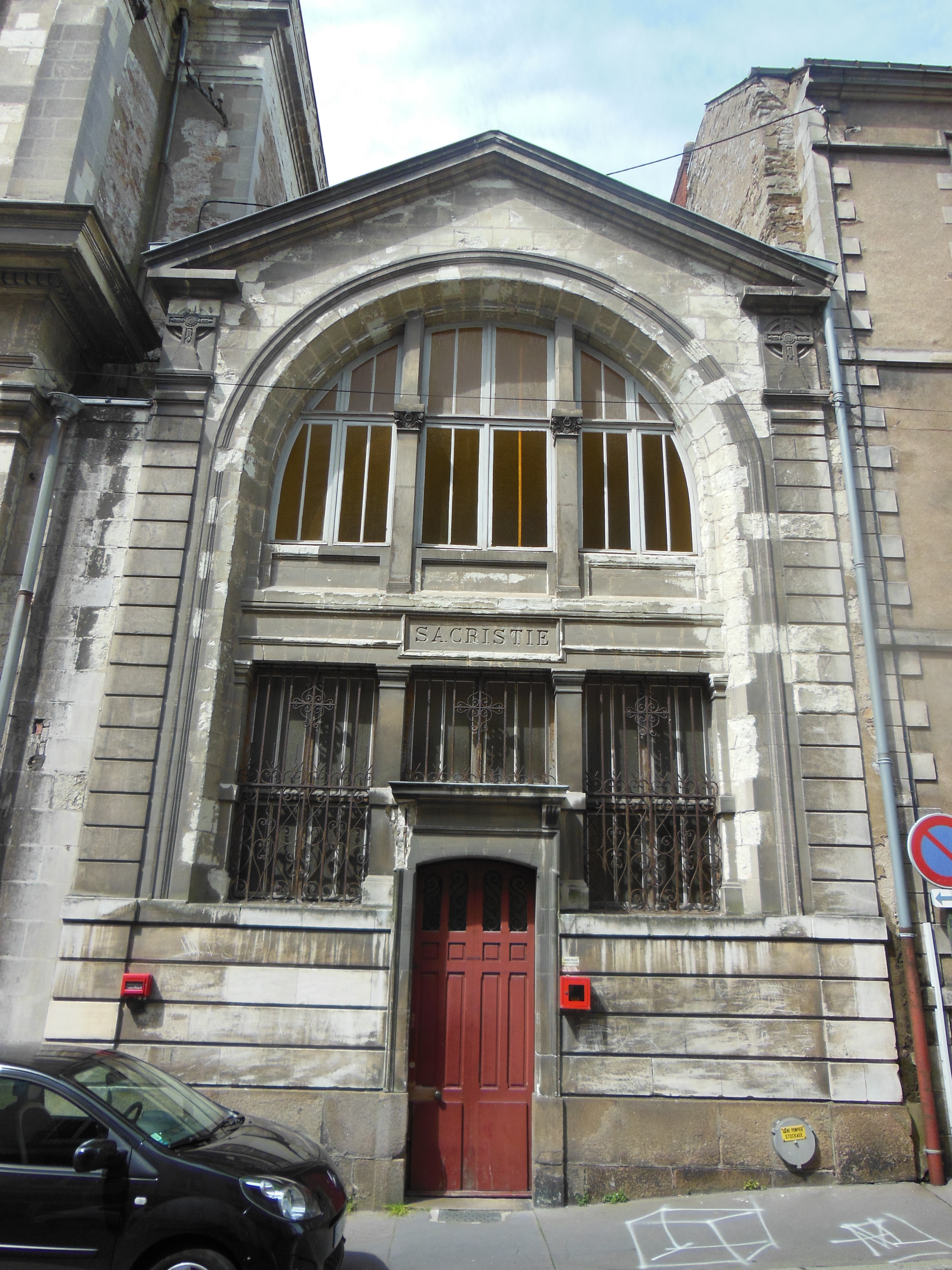
Sacristie de l'église Notre-Dame-de-Bon-Port.
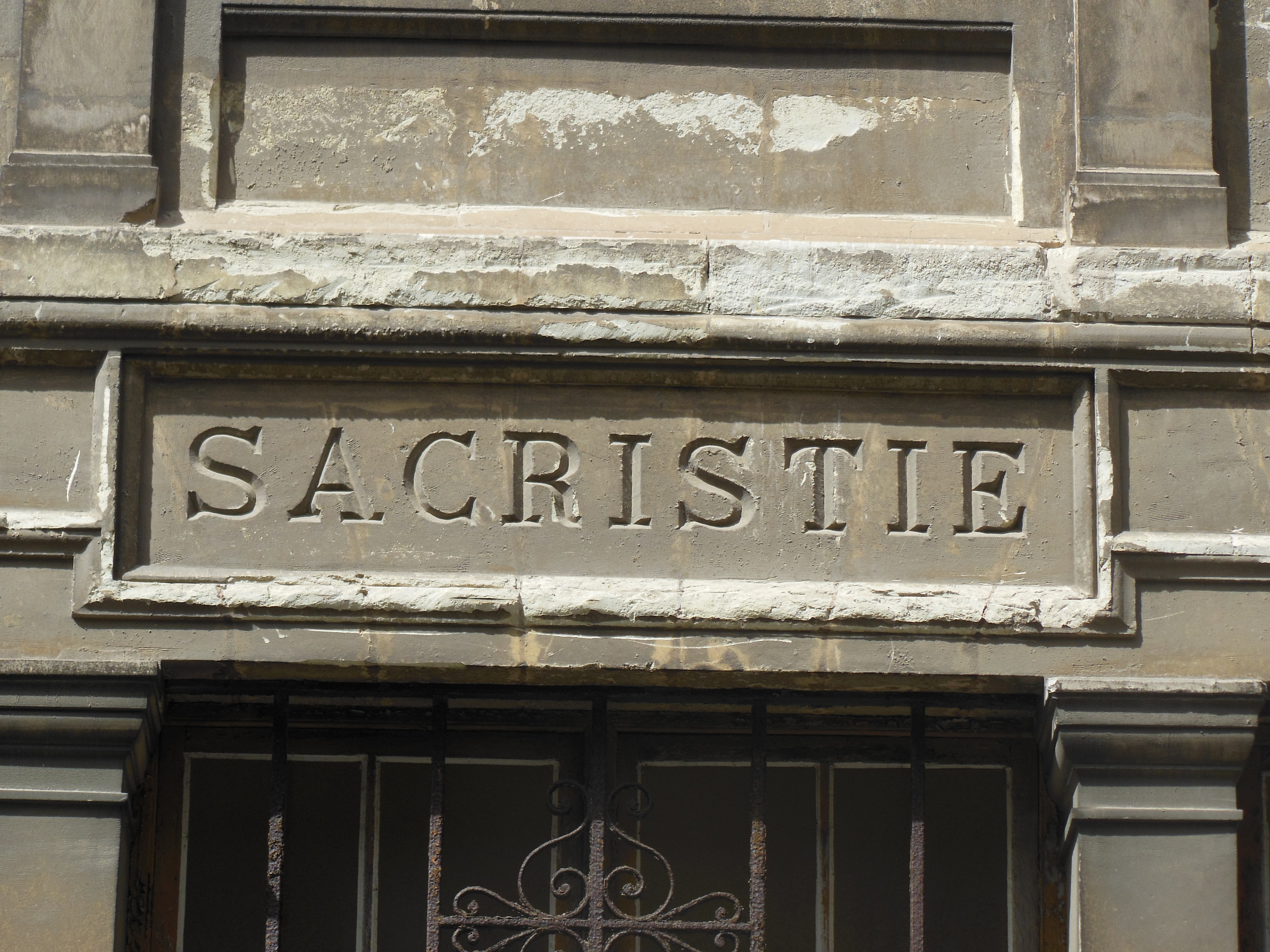
Sacristie.
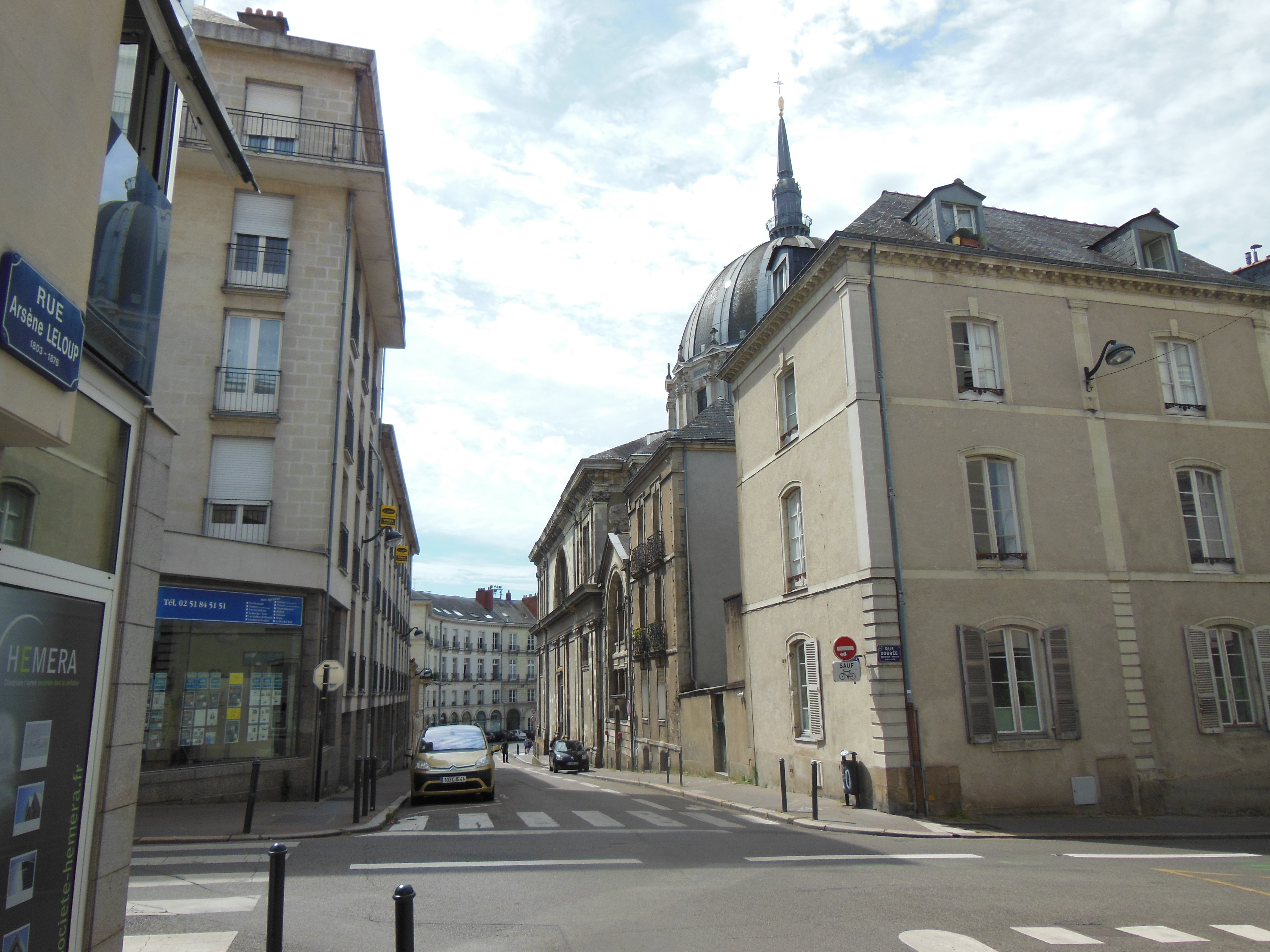
Rue Mascara vue de la rue Arsène-Leloup, à l'angle de la rue Dobrée.